# Martin Whitmarsh
Martin Whitmarsh (ur. 29 kwietnia 1958) związany z McLaren Racing,  dyrektor ds. operacyjnych tej grupy, a także szef zespołu Vodafone McLaren Mercedes.

## Życiorys
Whitmarsh ukończył Portsmouth Polytechnic (obecnie University of Portsmouth) w kierunku Mechanika i Budowa Maszyn w 1980 i rozpoczął pracę w British Aerospace (obecnie BAE Systems), analiza strukturalna inżyniera w jego obiekcie Hamble-le-Rice. Awansował do zaawansowanych badań struktur kompozytowych i rozwoju, został przeniesiony do zakładu Weybridge BAe's. W 1988 roku został awansowany do rangi dyrektora Manufacturing. Przeszedł do McLarena jako szef operacji w 1989.
W 1997, został awansowany do dyrektora zarządzającego, gdzie był odpowiedzialny za zarządzanie Formułą 1 i jej partnerów oraz sponsorów. Pozwoliło to szefowi zespołu Ron Dennis skoncentrować się na innych aspektach McLaren Group. W kwietniu 2004 roku został awansowany ponownie, tym razem na stanowisko prezesa spółki Formuły 1.
W dniu 1 marca 2009 roku, Ron Dennis zrezygnował z funkcji szefa McLaren Racing do uczestnictwa w McLaren Automotive.
W marcu 2010 roku został podniesiony do Formula One Teams Association (FOTA) jako prezes, zastępując przewodniczącego Scuderia Ferrari i założycieli FOTA, Luca Cordero di Montezemolo.
Jest członkiem British Racing Drivers’ Club.